# Megalaemyia albostriata
Megalaemyia albostriata är en tvåvingeart som beskrevs av Friedrich Georg Hendel 1909. Megalaemyia albostriata ingår i släktet Megalaemyia och familjen fläckflugor. Inga underarter finns listade i Catalogue of Life.